# Blabomma
Blabomma is een geslacht van spinnen uit de familie van de waterspinnen (Cybaeidae).

## Soorten
- Blabomma californicum (Simon, 1895)
- Blabomma flavipes Chamberlin & Ivie, 1937
- Blabomma foxi Chamberlin & Ivie, 1937
- Blabomma guttatum Chamberlin & Ivie, 1937
- Blabomma hexops Chamberlin & Ivie, 1937
- Blabomma lahondae (Chamberlin & Ivie, 1937)
- Blabomma oregonense Chamberlin & Ivie, 1937
- Blabomma sanctum Chamberlin & Ivie, 1937
- Blabomma sylvicola (Chamberlin & Ivie, 1937)
- Blabomma uenoi Paik & Yaginuma, 1969
- Blabomma yosemitense Chamberlin & Ivie, 1937